# Ujgurská abeceda a transkripce
Ujgurské abecedy a transkripce jsou abecedy, které slouží k zápisu ujgurštiny, a její přepisy. V současnosti ujgurštinu používá přes 10 milionů mluvčích, především v západočínské Ujgurské autonomní oblasti Sin-ťiang, kde se pojí s dlouhou tradicí. Hovoří jí také menšiny v sousedním Kazachstánu, Kyrgyzstánu a Uzbekistánu, v menší míře lze nalézt také na Tchaj-wanu, v Rusku, USA, Kanadě, Německu a Turecku. V současnosti existují tři abecedy, které slouží k zápisu ujgurštiny. Oficiálním moderním systémem zápisu je ujgurská arabská abeceda používaná na území Sin-ťiangu. Mimo území Číny, zejména ve střední Asii, se užívá ujgurská latinská abeceda a ujgurská cyrilická abeceda.

## Druhy abeced
V současnosti existují tři abecedy, které slouží k zápisu ujgurštiny.

### Ujgurská arabská abeceda
Ujgurská persko-arabská abeceda (Uyghur Ereb Yëziqi, zkráceně UEY) je abeceda používaná od roku 1983 jako oficiální způsob zápisu ujgurštiny, obzvláště Ujgury žijících v oblasti čínského Sin-ťiangu.
První ujgurskou abecedu odvozenou z perštiny a arabštiny lze datovat do 10. století n. l., kdy byl Ujgurům poprvé pronikl islám. V té době se pro psané texty používal čagatajský jazyk, který je dnes již pouze regionálním. Tento způsob zápisu psaných textů byl považován za jediný až do 20. let 20. století, kdy začaly vznikat alternativní způsoby zápisu a čagatajština byla postupně nahrazovaná. Tuto abecedu lze najít pod názvem Kona Yëziq, v překladu „starý skript“. Jednalo se ovšem o způsob zápisu, který dle odborníků nebyl dostatečným pro reprezentaci ujgurských samohlásek. Hláskování bylo nepravidelné a v mnoha případech docházelo k záměně krátkých a dlouhých samohlásek z důvodu jejich nerozlišování většinou turkických mluvčích. Před modifikací abecedy se pro značení těchto krátkých hlásek užívala arabská diakritická znaménka, jako např. zabar ا nebo zer ي.
Od konce 30. let až do první poloviny 50. let 20. století docházelo k dalším modifikacím ujgurské persko-arabské abecedy, a to odstraněním nadbytečných písmen a naopak přidáním samohláskových značek a jejich povinného používání na rozdíl od většiny arabských jazyků. V průběhu 50. let pak došlo k úplnému převzetí cyrilické a latinské abecedy, obě verze avšak našly využití pouze v oblastech mimo Čínu nebo v technologiích. V roce 1978 byla z původní abecedy vytvořena konečná a moderní podoba ujgurské persko-arabské abecedy s určitými úpravami pro potřeby ujgurštiny a v roce 1983 bylo čínskou vládou rozhodnuto o tom, že se stane oficiální abecedou ujgurského jazyka.
Současná reformovaná ujgurská arabská abeceda se liší od abecedy původní a rovněž od samotné arabštiny a perštiny. Došlo k eliminaci slov nacházejících se pouze v arabštině a u slov přejatých z arabštiny a perštiny (zejména u slov spojených s islámskou vírou) k nahrazení pouze ujgurskou výslovností. Po krátkou dobu byla jako jediná oficiální abeceda používána také abeceda známá jako Uyghur Yëngi Yëziq (zkráceně UYY), v překladu „nový skript“. Byla odvozena z pchin-jinu a založena na latinské abecedě. Setkala se ovšem se společenským odporem a byla pohlcena menšinovou ujgurskou latinskou abecedou.
Následující tabulka zobrazuje současnou ujgurskou arabskou abecedu a její přepis do mezinárodní fonetické abecedy (IPA).
| Písmeno | ئا،ا | ئە،ە | ب | پ | ت | ج  | چ  | خ   | د    | ر    | ز    | ژ    | س   | ش    | غ    | ف   |
| IPA     | ɑ,a  | ɛ,æ  | b | p | t | dʒ | tʃ | χ,x | d    | r,ɾ  | z    | ʒ    | s   | ʃ    | ʁ,ɣ  | f,ɸ |
| Písmeno | ق    | ك    | گ | ڭ | ل | م  | ن  | ھ   | ئو،و | ئۇ،ۇ | ئۆ،ۆ | ئۈ،ۈ | ۋ   | ئې،ې | ئى،ى | ي   |
| IPA     | q    | k    | g | ŋ | l | m  | n  | h,ɦ | o,ɔ  | u,ʊ  | ø    | y,ʏ  | w,v | e    | i,ɨ  | j   |

### Ujgurská latinská abeceda
Ujgurská latinská abeceda (Uyghur Latin Yëziqi, zkráceně ULY) je doplňkovou abecedou ujgurštiny založené na latinské abecedě.
Vznik současné verze abecedy lze datovat do července 2001, kdy na Sin-ťiangské univerzitě došlo k její finalizaci na páté z řady konferencí pořádaných od roku 2000 právě za účelem tvorby abecedy. Její tvůrci zdůrazňují tu skutečnost, že se nejedná o náhradu oficiální arabské abecedy, ani o reformu současného systému zápisu, nýbrž pouze o dodatečnou a zjednodušenou transkripci pro potřeby počítačových technologií.

### Ujgurská cyrilická abeceda
Ujgurská cyrilická abeceda (Uyghur Kiril Yëziqi, zkráceně UKY) je doplňkovou abecedou ujgurštiny odvozenou z cyrilice. Používaná je převážně ujgurskou menšinou na území Kazachstánu a zemí bývalého SSSR.
Myšlenka vytvoření abecedy se poprvé objevila kolem roku 1937 v Sovětském svazu, který chtěl nejen nalézt alternativu pro latinskou podobu ujgurštiny, ale také posílit romanizaci a vztahy Ujgurů a Turecka, jež na latinskou abecedu přešlo ve 20. letech 20. století. Na žádost ČLR navázal SSSR v roce 1949 spolupráci s čínskými lingvisty na kódování menšinových jazyků Číny a prosazování cyrilických abeced. Ujgurská cyrilická abeceda byla v Číně používána až do 50. let, kdy se zhoršily vztahy mezi SSSR a ČLR a bylo rozhodnuto o nahrazení cyrilické abecedy novým skriptem, tj. Uyghur Yëngi Yëziq. Až do přijetí současné abecedy však k úplnému vymizení původní cyrilické nedošlo, ta je dodnes používána v Kazachstánu a dalších bývalých republikách SSSR a také jako abeceda pro zápis standardní sovětské ujgurštiny.

## Rozdíly zápisu ujgurských abeced
Následující tabulka zobrazuje rozdíly transkripce jednotlivých abeced a jejich přepis do mezinárodní fonetické abecedy (IPA).
| Pořadí | UEY | ULY   | UKY | UYY     | IPA     |
| ------ | --- | ----- | --- | ------- | ------- |
| 01     | ئا‎  | A a   | А а | A a     | /ɑ/     |
| 02     | ئە‎  | E e   | Ә ә | Ə ə     | /ɛ/~/æ/ |
| 03     | ب‎   | B b   | Б б | B b     | /b/     |
| 04     | پ‎   | P p   | П п | P p     | /p/     |
| 05     | ت‎   | T t   | Т т | T t     | /t/     |
| 06     | ج‎   | J j   | Җ җ | J j     | /d͡ʒ/    |
| 07     | چ‎   | Ch ch | Ч ч | Q q     | /t͡ʃ/    |
| 08     | خ‎   | X x   | Х х | H h     | /χ/     |
| 09     | د‎   | D d   | Д д | D d     | /d/     |
| 10     | ر‎   | R r   | Р р | R r     | /r/     |
| 11     | ز‎   | Z z   | З з | Z z     | /z/     |
| 12     | ژ‎   | Zh zh | Ж ж | Ⱬ ⱬ     | /ʒ/     |
| 13     | س‎   | S s   | С с | S s     | /s/     |
| 14     | ش‎   | Sh sh | Ш ш | X x     | /ʃ/     |
| 15     | غ‎   | Gh gh | Ғ ғ | Ƣ ƣ     | /ʁ/     |
| 16     | ف‎   | F f   | Ф ф | F f     | /f/     |
| 17     | ق‎   | Q q   | Қ қ | Ⱪ ⱪ     | /q/     |
| 18     | ك‎   | K k   | К к | K k     | /k/     |
| 19     | گ‎   | G g   | Г г | G g     | /ɡ/     |
| 20     | ڭ‎   | Ng ng | Ң ң | Ng ng   | /ŋ/     |
| 21     | ل‎   | L l   | Л л | L l     | /l/     |
| 22     | م‎   | M m   | М м | M m     | /m/     |
| 23     | ن‎   | N n   | Н н | N n     | /n/     |
| 24     | ھ‎   | H h   | Һ һ | Ⱨ ⱨ     | /h/     |
| 25     | ئو‎  | O o   | О о | O o     | /o/     |
| 26     | ئۇ‎  | U u   | У у | U u     | /u/     |
| 27     | ئۆ‎  | Ö ö   | Ө ө | Ɵ ɵ     | /ø/     |
| 28     | ئۈ‎  | Ü ü   | Ү ү | Ü ü     | /y/     |
| 29     | ۋ‎   | W w   | В в | W w/V v | /w/~/v/ |
| 30     | ئې‎  | Ë ë   | Е е | E e     | /e/     |
| 31     | ئى‎  | I i   | И и | I i     | /i/~/ɪ/ |
| 32     | ي‎   | Y y   | Й й | Y y     | /j/     |